# Unity Bainbridge
Unity Bainbridge OBC (6 de julho de 1916 - 30 de novembro de 2017) foi uma artista canadense e escritora de poesia inspirada nos povos indígenas da costa do Noroeste Pacífico e sua paisagem.

## Vida pessoal
Unity Bainbridge nasceu em Vitória, Colúmbia Britânica em 6 de julho de 1916. Ela também era conhecida como Unity Bainbridge Brewster.
Seus pais eram George P. e Deborah Bainbridge. Unity era a mais velha de três irmãs; suas duas irmãs mais novas eram Ursula Ridgeway e Monica Resnick. Ela tinha uma filha, Deborah Ryan. Sua sobrinha é Lynn Johnston, a artista de quadrinhos de For Better or For Worse.
Bainbridge se casou em 1946, mudou-se para São Francisco, CA por cinco anos, depois voltou para a Colúmbia Britânica.
Unity era uma residente de longa data de West Vancouver, Colúmbia Britânica. Ela morreu lá em 30 de novembro de 2017 com 101 anos de idade.

## Educação
Bainbridge estudou em Vancouver na então recém-formada Escola de Artes de Vancouver de 1932-1936 com Grace Melvin e Charles Hepburn Scott.
Depois de se formar na Escola de Artes de Vancouver, ela frequentou a Escola de Artes de Cornish em Seattle por um breve período, mas voltou ao Canadá em um ano.

## Carreira
Ela conheceu Lawren Harris em Vancouver na década de 1930 e AY Jackson em Toronto. Em 1976-77, ela compilou sua pesquisa e imagens de viagens repetidas a comunidades entre Pemberton e Lillooet. As obras incluem Songs of Seton e Lullaby of Lillooet, dois pequenos livros publicados pela Bainbridge em edições limitadas".
Bainbridge conheceu alguns membros do Grupo dos Sete e considerou Arthur Lismer e AY Jackson entre seus muitos mentores.
Depois de voltar de Seattle, Bainbridge ganhava a vida como pintora de retratos em Vancouver. Ela achava fortemente que os retratos deveriam ser pintados a partir da fonte, não a partir de uma fotografia. Isso a levou a eventualmente começar a viajar pela Colúmbia Britânica pintando retratos de pessoas durante os verões e, em seguida, retornar a Vancouver no outono. Ela foi especialmente atraída para pintar retratos da comunidade nativa do norte de A.C.

## Exposições
- Exposição da Royal Canadian Academy, 1938[6]
- Seymour Art Gallery, 2 de julho - 15 de agosto de 1986[11]
- Seymour Art Gallery, 25 de outubro - novembro de 1989
- Seymour Art Gallery, 1990
- Galeria Heffel, Early British Columbian Woman Artists, junho de 1995.
- West Vancouver Museum and Archives, Generations: Five Decades of Art in West Vancouver, 1999.[12]
- Ferry Building Gallery, West Vancouver, BC. Beauty is all there is: Unity Bainbridge - A Retrospective, 24 de outubro de 2017 a 5 de novembro de 2017.[13]
- Vancouver Art Gallery, Vancouver BC, Rapture, Rhythm and the Tree of Life: Emily Carr and her Contemporaries, 7 de dezembro de 2019 a junho de 2020[14]
- Griffin Arts Projects, "Whose Chinatown?" 29 de janeiro de 2021 a 1 de maio de 2021[15]

## Coleções
- Palácio de Buckingham[8]
- Canada House, Londres
- Museu Imperial da Guerra[3]
- Museu Diefenbaker
- Vancouver Art Gallery
- Biblioteca West Vancouver Memorial

## Prêmios
Bainbridge recebeu a Ordem da Colúmbia Britânica em 1993.